# Rudolf Ritsema
Rudolf Ritsema (Velp, Hollandia, 1918. október 3. – 2006. május 8.) holland sinológus.

## Élete és munkássága
Rudolf Ritsema több mint harminc éven át az Eranos Alapítvány (Fondazione Eranos) igazgatója volt, és az alapítvány évkönyvének, az Eranos‑Jahrbuchnak az első 38 számát szerkesztette 1972-től. Az olasz fizikus és spirituális gondolkozóval, Shantena Augusto Sabbadinivel (1943–) közösen elkészítette a Változások könyvének első, eredeti kínai nyelvből fordított olasz változatát.

## Főbb munkái
- Rudolf Ritsema, ‘The Ethic of the Image’; in Stephen Karcher, ed., The Yi ching and the Ethic of the Image: Papers presented at the 1992 Round Table Session sponsored by the Eranos Foundation, the Uehiro Foundation on Ethics and Education (Putnam, Connecticut, Spring Journal, 1993)
- I ching: The Classic Chinese Oracle of Change: The First Complete Translation with Concordance, translated by Rudolf Ritsema and Stephen Karcher (Shaftesbury, Dorset, Element, 1994)
- I ching: il libro della versatilità, translated from the Chinese by Rudolf Ritsema and Shantena Augusto Sabbadini (Turin, Unione tipografico-editrice torinese, 1997)
- Yi‑jing: das Buch der Wandlungen; die einzige vollständige Ausgabe der altchinesischen Orakeltexte mit Konkordanz..., translated by Rudolf Ritsema and Hansjakob Schneider (Frankfurt am Main, Zweitausendeins, 2000)
- The Original I Ching Oracle: The Pure and Complete Texts with Concordance, translated by Rudolf Ritsema and Shantena Augusto Sabbadini (London, Watkins Publishing, 2005)

## Fordítás
- Ez a szócikk részben vagy egészben  a   Rudolf Ritsema című angol Wikipédia-szócikk ezen változatának fordításán alapul.  Az eredeti cikk szerkesztőit annak laptörténete sorolja fel. Ez a jelzés csupán a megfogalmazás eredetét és a szerzői jogokat jelzi, nem szolgál a cikkben szereplő információk forrásmegjelöléseként.